# Dante's Inferno (videojuego)

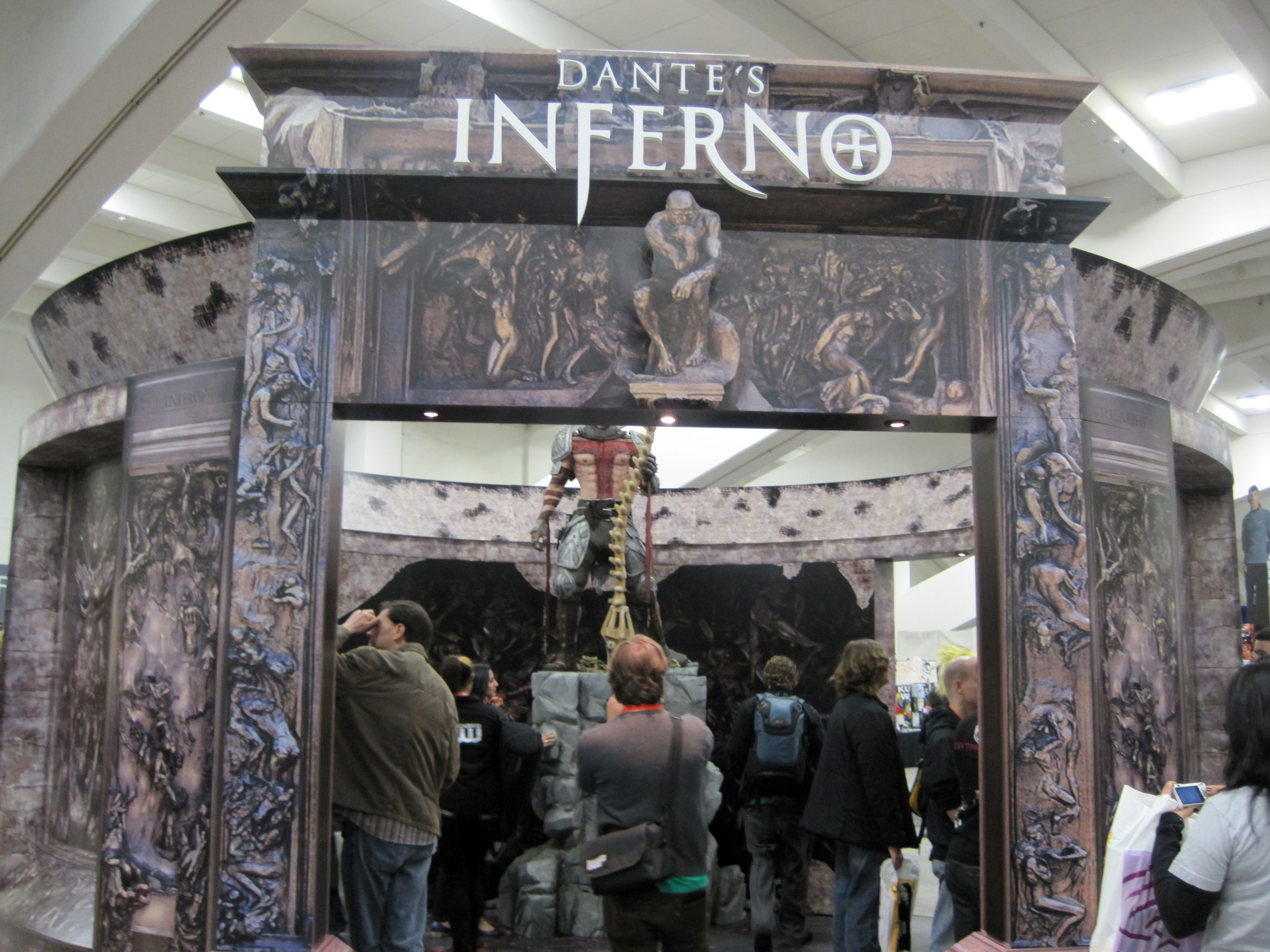
Stand promocional de Dante's Inferno en WonderCon 2010.

Dante's Inferno (en español El Infierno de Dante) es un videojuego de acción perteneciente al género secundario hack and slash desarrollado por Visceral Games y publicado por Electronic Arts para PlayStation 3, Xbox 360 (en la cual fue censurado por un año) y PlayStation Portable. Está basado en la primera parte de la Divina Comedia del poeta Dante Alighieri.
Dante's Inferno también tiene su historieta, con la colaboración de DC Comics. La historieta se estrenó en el festival Comic-Con '09 de San Diego.
Este juego es promocionado en el sitio de la WWE en la cual se añadió a Dante como parte del Roster de Friday Night SmackDown!.

## Argumento
Dante's Inferno está basado en el Infierno, primera parte de La Divina Comedia de Dante Alighieri. El jugador controla a Dante, un veterano de la Tercera Cruzada, que intenta alcanzar a su amada Beatriz y liberar su alma de Lucifer, quien necesita contraer nupcias con un alma destinada al Cielo para liberarse del Infierno e intentar tomar el trono de Dios. Su búsqueda lleva a Dante a lidiar con entidades demoníacas y monstruosas a través de los nueve círculos del Infierno para así poder salvar a Beatriz, enfrentándose a sus propios pecados y crímenes de guerra. Al inicio del juego Dante se encuentra luchando en la Tercera Cruzada, esperando a cambio su salvación, la de su novia Beatriz y la del hermano de ésta, Francesco. Pero, en un momento de descuido Dante es herido por un soldado árabe. Así, cuando a Dante le ha llegado su hora, la Muerte le reclama su cuerpo, diciéndole que deberá ir al Infierno y que toda su lucha fue sin sentido y con fines malévolos. Dante, sorprendido y eufórico, reclama a la muerte que no permitirá que sus pecados condenen a sus seres queridos, diciendo que el encontrará su redención. La Muerte le dice que su alma será suya y se enfrentan en un terreno infra mundial, pero Dante termina derrotándola y le quita su guadaña (Lo que le permite matar demonios y monstruos por el infierno). Después de haber derrotado a la muerte, Dante abandona a los Cruzados y se cose sobre su pecho un Tapiz el cual ilustra todos los pecados que ha cometido a lo largo de su vida. Cuando finalmente vuelve a Florencia, encuentra destrucción y a Beatriz y su padre asesinados. El alma de ella se le aparece y le reprocha el haber faltado a su promesa. Dante es testigo de la presencia de Lucifer, que reclama para sí a Beatriz.  Así, Dante inicia su travesía por el Infierno. Dentro del Infierno, Dante recibe la ayuda de un Poeta, Virgilio el cual lo guiará en su travesía por los nueve círculos del Infierno donde Dante a medida que avanza irá descubriendo cosas que no imaginaba ver.

## Personajes
Dante Aligheri
El protagonista del videojuego. Dante es presentado como un caballero de la Tercera Cruzada quien lleva una banda roja cosida en el pecho que cuenta su vida entera. Este se diferencia del retrato que hizo Dante de sí mismo en la Divina Comedia como alguien débil y tímido, temeroso ante los demonios y espíritus malignos. Este Dante es un guerrero muy poderoso y hábil en el combate y en el uso de magia, además de tener un pasado oscuro. Su armamento consiste en la guadaña que obtuvo de la misma muerte, y la cruz de Beatriz, que recibió cuando él y Beatriz se entregaron su amor en el campo.
Beatriz
La difunta hermana de Francesco. Ella es el motivo por el cual Dante desciende a las profundidades infernales e intenta evitar que Lucifer la condene al infierno por sus propias culpas (de Dante). Es asesinada antes de la llegada de Dante a Florencia.
Muerte
Tras ser asesinado Dante, aparece La Muerte en busca de su alma. Dante acepta su destino en un principio pero al escuchar que La Muerte se lo llevará al Infierno y no al Paraíso como el obispo le había prometido a los cruzados, se opone a irse con este y lo combate para salvar su alma. La guadaña de la muerte será el arma principal que Dante usará durante todo el juego y gracias a ella puede avanzar por el Infierno.
Lucifer
Principal antagonista del juego. El ángel más poderoso del Cielo que se rebeló contra Dios al creer que podría llegar a estar por encima de Él. Tras su derrota, él y el resto de los ángeles rebeldes fueron expulsados al Infierno. Primero se presenta como una sombra oscura, para después aparecer como el enemigo final de juego de una forma gigantesca.
Francesco
En vida un soldado de las cruzadas, hermano de Beatriz y gran amigo de Dante durante las batallas. Beatriz le pidió a Dante que le protegiera, pero Francesco es condenado a la horca por culpa de Dante, su alma es transformada en un espíritu demoníaco que clama venganza contra su amigo.
Virgilio
El espíritu de un poeta fallecido en épocas pasadas. Actúa como guía para Dante (de forma similar a su rol en el poema), explicándole los detalles sobre los distintos círculos del Infierno.
Alighiero
Terrateniente del estado de Florencia y de la Toscana, padre de Dante, asesinado por un soldado kurdo, el mismo que asesinó a Beatriz. Condenado al cuarto círculo del infierno: la Avaricia. Dante tendrá que luchar contra su propio padre al finalizar el cuarto círculo del Infierno.

## Sistema de juego
El jugador controla a Dante, el cual empuña la guadaña que arrebató a la Muerte y una cruz sagrada. El patrón de control y realización de combos, es muy similar al visto en videojuegos del mismo género, como God of War:
- Las armas principales serán la Cruz Sagrada y la Guadaña de la Muerte.
- El Infierno se divide en 9 círculos: Limbo, Lujuria, Gula, Avaricia, Ira, Herejía, Violencia, Fraude y Traición.
- El videojuego cuenta con escenas Quick Time Event.
- También se puede dominar criaturas y controlarlas. Las batallas contra los jefes finales son largas y complicadas.
- Durante la aventura vamos a vernos las caras, entre otros enemigos, con Arpías semidesnudas que intentarán seducirnos para luego arrancarnos la piel, criaturas obesas que intentarán comernos, etc.
- Nuestra guadaña se fortalece con las decisiones despiadadas y crueles. Si elegimos torturar aún más a las pobres almas que moran en el infierno - o a sus demonios captores - la oscuridad irá haciendo más poderosa esta arma de destrucción, mejorando el poder de sus golpes y el daño de nuestros combos.
- La cruz se potencia con las decisiones justas. Si elegimos librar del sufrimiento a las almas del infierno, y mostramos compasión y clemencia con los enemigos derrotados conseguiremos hacer más efectivas nuestras magias y desarrollar otras nuevas. Normalmente todas están relacionadas con la luz (que sirve para el ataque y la defensa).
- El Infierno se dividirá en dos: El Alto Infierno (Limbo, Lujuria, Gula, Avaricia e Ira) y Bajo Infierno (Herejía, Violencia, Fraudulencia y Traición).

### Armas
Guadaña de La Muerte
Es el arma cuerpo a cuerpo de Dante. La guadaña se fortalece con las decisiones despiadadas y crueles. Si elegimos torturar aún más a las pobres almas que moran en el infierno - o a sus demonios captores - la oscuridad irá haciendo más poderosa esta arma de destrucción, mejorando el poder de sus golpes y el daño de nuestros combos.
Santa Cruz
Es el arma a distancia de Dante. La cruz se potencia con las decisiones justas. Si elegimos librar del sufrimiento a las almas del infierno, y mostramos compasión y clemencia con los enemigos derrotados conseguiremos hacer más efectivas nuestras magias y desarrollar otras nuevas. Normalmente todas están relacionadas con la luz (que sirve para el ataque y la defensa).

### Magias
Los poderes utilizados por Dante en este juego se dividen en poderes sagrados y poderes profanos, todos se pueden mejorar hasta tres niveles.
Poderes sagrados
- Sendero de Rectitud: Dante realiza un poderoso ataque con la cruz que deja rastros de hielo a su paso que elimina los magos.
- Protección divina: Dante se recubre con una armadura de luz que lo protege de daños cuerpo a cuerpo.
- Martirio: Dante sacrifica salud y mana para hacer un poderoso ataque que afecta a los enemigos cercanos.

Poderes profanos
- Pecados del Padre: El colgante del padre de Dante es arrojado para dañar a los enemigos más lejanos.
- Fruta del Suicidio: Dante arroja una fruta del Bosque de los Suicidios, que aturde a los enemigos dentro del área afectada.
- Tormenta de la lujuria: Dante atrapado en un torbellino de lujuria daña a los enemigos cerca de él.

## Los nueve círculos del infierno
El Limbo
Tras cruzar las puertas del infierno y abandonar toda esperanza, Dante se adentra a un ciego mundo, en el que Caronte conduce a los condenados al Infierno en su barcaza a través del río Aqueronte. Al no tener el consentimiento de Caronte de cruzar el río por no pertenecer al mundo de los muertos, Dante se ve obligado a matar al barquero justo antes de llegar al primer círculo. El Limbo se divide en dos partes: en una se encuentran los condenados bajo ningún tormento, residen aquellos que no viven en el pecado pero carecen de fe y cumplen el castigo de no ver a Dios. En la otra parte, el rey Minos juzga en cuáles de los círculos más inferiores irá cada condenado. Dante recuerda la promesa que hizo a Beatriz de renunciar a los placeres de la carne durante las cruzadas. Para descender al segundo círculo, Dante debe derrotar a Minos.
La Lujuria
Aquí residen aquellos que el deseo les nubló el juicio y la razón. El castigo de los condenados es vagar por un mar de soledad. Los amantes se ven pero no se tocan. Otros serán azotados por el Viento de la Lujuria, que les condena a volar en torno a la Torre de la Lujuria sin descanso alguno. Están condenados por Cleopatra, la faraona cuyos deseos le costaron una civilización entera, y su amante Marco Antonio. Dante recuerda la infidelidad que cometió al tener relaciones con una esclava a cambio de su libertad, acto seguido derrota al demonio de Marco Antonio y a Cleopatra en la cima de la torre.
La Gula
Habitan los que cayeron en la trampa del vil pecado de comer, y ahora son devorados por Cerbero y por demonios obesos que vomitan y defecan. En el juego han hecho una nueva versión convirtiendo a un perro de tres cabezas en un monstruo en cuya boca residen 3 gusanos gigantes con grandes dientes, a los que Dante ha de hacer frente para abrirse paso hasta el círculo. Dante recuerda su niñez, en la que su padre engullía el pollo y el vino mientras muchas mujeres le sobaban. Lucifer, en forma de sombra, revela a Dante cómo y por qué murió Beatriz. El soldado árabe que la asesinó a ella y al padre de Dante era el esposo de la prisionera que ofreció sus favores a Dante a cambio de que este los liberara.
La Avaricia
En el cuarto círculo, se encuentran todos aquellos que llenaron su vida de objetos materiales (entre ellos el padre de Dante). El castigo de estos es bañarse en oro y después cortarse la cabeza. Este es el círculo más largo de todo el juego. El demonio del padre de Dante es de aspecto gordo, lleno de joyas y con una pezuña de cerdo. Dante recuerda como su padre robaba a los campesinos refugiándose en la excusa de dar de comer a su familia, cuando él era el único que se hartaba de comida. Sin más remedio, padre e hijo se enfrentan, saliendo Dante victorioso, pero termina absolviendo a su padre.
La Ira
Este es el círculo en el que se condena a todo aquel que su furia y rabia le cegaron, y ahora sufren revolcados en la laguna Estigia, como cerdos. Dante recuerda su ira extrema en las cruzadas cuando el Rey negoció con los sarracenos. Dante pasa al bajo infierno, controlando a Flegias y al ver que Beatriz se convierte en reina del infierno.
La Herejía
Tras atravesar la puertas de Dite, se puede divisar el descenso a la Herejía. En ella, todo aquel que haya hecho algo en contra de su religión (vudú, sectas, ignorar los sacramentos...) sufre en el fuego eterno colgado de tumbas. La forma de estas tumbas son cruces invertidas y ardientes, los herejes están crucificados por la eternidad.
La Violencia
Se divide en 3 recintos: violencia a la persona ajena, violencia a sí mismo y violencia contra Dios. En el primer recinto, los condenados son abrasados en un río de sangre hirviendo. En el segundo, los suicidas (entre los que se encuentra la propia madre de Dante) son convertidos en árboles en el Bosque de los Suicidios, no poseen alma, ya que es injusto que un hombre posea algo que se robó a sí mismo. Dante descubre porqué su madre murió; sin pensárselo dos veces la absuelve. Todo aquel que haga daño a Dios despreciando la humanidad, la naturaleza y el resto de su creación se sumerge en las calurosas arenas del desierto del tercer recinto, donde se encuentran su amigo Francesco, hermano de Beatriz, y el resto de los cruzados como almas demoníacas y asesinas. Dante recuerda todo el daño que hizo. Francesco está dominado por el odio hacia Dante, a lo que este se ve obligado a derrotar a su amigo, no sin después absolverlo y liberarlo del Infierno.
El Fraude
El fraude es el pecado más odiado por Dios, todo el que cae es cubierto de una profunda oscuridad, sin ver la luz. Este círculo tiene varias partes: rufianes y seductores, adulación, sodomía, simonía, hechiceros, estafadores, hipocresía, ladrones, malos consejeros, sembradores de la discordia y falsificadores. Beatriz aguarda este círculo defraudada con Dante por romper su promesa y le pone el camino difícil. En este círculo, Dante debe completar diversos desafíos a lo largo de las 10 secciones que lo componen para abrirse paso hasta Beatriz.
La Traición
Dante está agotado de perseguir a Lucifer y Beatriz, da por hecho que se ha enfrentado a todos sus pecados, pero Beatriz no piensa igual. Su peor pecado fue la traición, Dante traicionó al hermano de Beatriz y lo mataron en su lugar. Dante asume su culpa y pide perdón a Beatriz, mostrándole su cruz y volviéndola a convertir en un alma pura. Entonces el Arcángel Gabriel llega desde los cielos y lleva el alma de Beatriz a donde pertenece. Finalmente Dante desciende a la Traición buscando la única salida del Infierno. En el último círculo, un lugar glaciar custodiado por gigantes, se sumerge en el pozo de Judeca. Es donde todos los traidores sufren por la gélida y fría traición y la manera de cumplir su castigo es ser congelado en el hielo del lago Cocito. Tras encontrarse a Lucifer, el cruzado se encarna con el señor del Infierno, quien le revela que Beatriz fue un cebo para atraer a Dante, para que este liberara a Lucifer de la prisión en la que se encontraba confinado. Dante entonces libera a las almas que ha cosechado durante su viaje para encarcelar al Diablo definitivamente, acto seguido las almas escapan del Infierno. Con esto, Dante logra finalmente redimirse y llega al Purgatorio, el camino del perdón, donde le espera su amada Beatriz.
Al cruzar el túnel y ver el monte Purgatorio, Dante se arranca la cruz de tela cosida en su pecho, indicando así que se perdona a sí mismo de sus pecados. Entonces, el trozo de tela se transforma en una serpiente, y de fondo se oye la malévola risa de Lucifer.

## Película animada
Dante's Inferno: An Animated Epic es una película animada del año 2010, que se lanzó directamente para formato DVD de la mano de Starz Media y Film Roman, y que fue adaptada por seis grandes directores de anime.